# Landgraf-Carl-Kanal

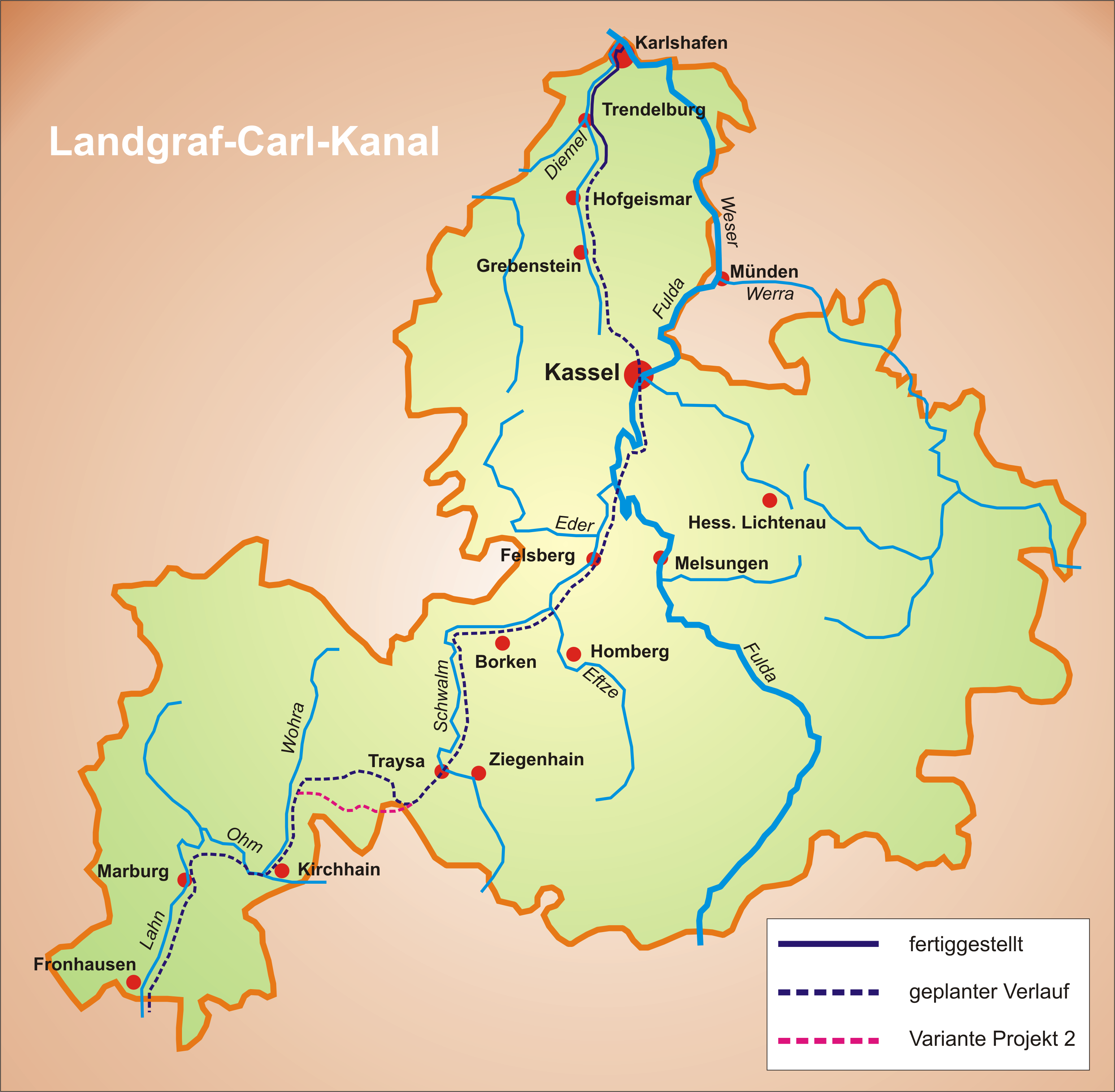
Geplanter Verlauf des Landgraf-Carl-Kanals um 1710

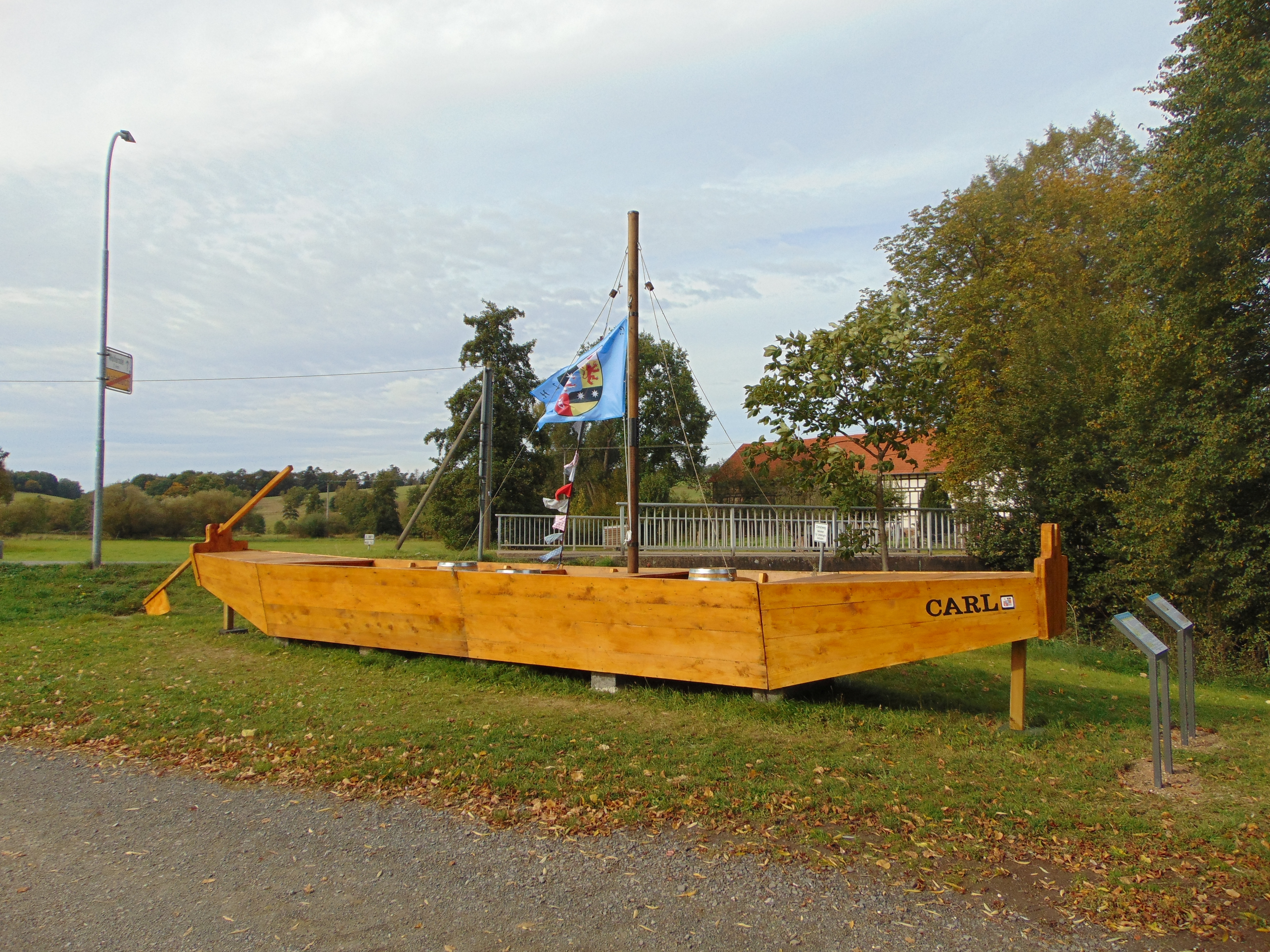
Nachbau eines Treidelkahns „halber Bulle“ am Hatzbach beim gleichnamigen Dorf. Solche Schiffe befuhren die Diemel und wären auch auf dem Kanal gefahren

Der von 1670 bis zu seinem Tod im Jahre 1730 regierende Landgraf Carl von Hessen-Kassel veranlasste Anfang des 18. Jahrhunderts die Planung eines Schifffahrtsweges zwischen Weser und Lahn. Ausgangsort des Kanals sollte die von ihm 1699 gegründete Hugenottenstadt Sieburg (ab 1717 Carlshafen, ab 1935 Karlshafen, seit 1977 Bad Karlshafen) sein. Tatsächlich wurde das ehrgeizige Projekt von 1710 bis 1723 zwischen Karlshafen und Hümme als Landgraf-Carl-Kanal realisiert, jedoch bis zu Carls Tod 1730 nur noch bis Schöneberg bei Hofgeismar fortgeführt. Danach ließ man die Idee einer Mitte-Deutschland-Verbindung ausschließlich durch hessisches Gebiet fallen. Der auf 19,6 Kilometer fertiggestellte Kanalabschnitt mit seinen Kunstbauten ist heute noch gut zu erkennen.

## Geschichte
Seit dem Mittelalter wurde die Diemel von speziell für die niedrigen Wasserstände des Flusses gebauten Lastkähnen befahren. Der Diemelkahn hatte eine Länge von 10 bis 12 Metern und eine Breite am Boden von 1,20 Metern. Der Abstand zwischen den oberen Bordkanten betrug 1,50 Meter. Der Kahn mit seinem flachen Boden ging lediglich 0,60 Meter tief. Seine Tragfähigkeit betrug etwa 6 Tonnen. Bug und Heck waren hochgezogen und liefen spitz den Steven zu. Die Ladung wurde mit Planen abgedeckt. Das der Steuerung dienende Streichruder konnte bei Fahrtwechsel in beengten Verhältnissen umgesetzt werden. Die Kähne wurden bergwärts getreidelt, talwärts trieben sie mit der Strömung. Die Ladung wurde an der Mündung der Diemel in die Weser zwischen Weserschiffen und Diemelkähnen umgeschlagen.
An diesem Umschlagplatz legte Landgraf Carl von Hessen-Kassel als aufgeklärter Fürst und Anhänger des Merkantilismus seine Stadt an der Weser als Industrie- und Handelsstadt an. Begünstigt wurde diese Stadtgründung durch die Aufnahme von Hugenotten und Waldensern, die wegen ihres Glaubens ihre Heimat verlassen mussten. Die planmäßig an der Diemelmündung angelegte Stadt sollte zu einem Umschlagplatz für Schiffsgüter werden, um die Stapelrechte der braunschweigischen Stadt Münden (heute Hann. Münden) zu umgehen. Um dieses Ziel zu erreichen, sollte ein Kanal von Karlshafen nach Kassel führen. Bei Marburg in die Lahn mündend sollte er darüber hinaus Weser und Rhein verbinden.
Auf dem Wasserweg erreichten bereits im 17. Jahrhundert zahlreiche Handelswaren den Umschlagplatz in Karlshafen wie Obst und Getreide aus der Hildesheimer Börde, Bier aus Einbeck, Käse aus Holland, Stockfisch und Tran aus Schweden und Tuche aus England. Alles musste nach Kassel den mit hohen Zöllen belegten Wasserweg weser- und fuldaaufwärts über Münden nehmen. Dies galt auch für den grau-bunten Weserhartsandstein, der im Gebiet um Karlshafen und Trendelburg oberflächennah gebrochen wurde und als Fußbodenbelag und Dacheindeckung sehr begehrt war. Ebenso betroffen von dem teuren Weg über Münden waren Töpferwaren aus dem Gebiet Hofgeismar-Trendelburg-Warburg.

### Planung

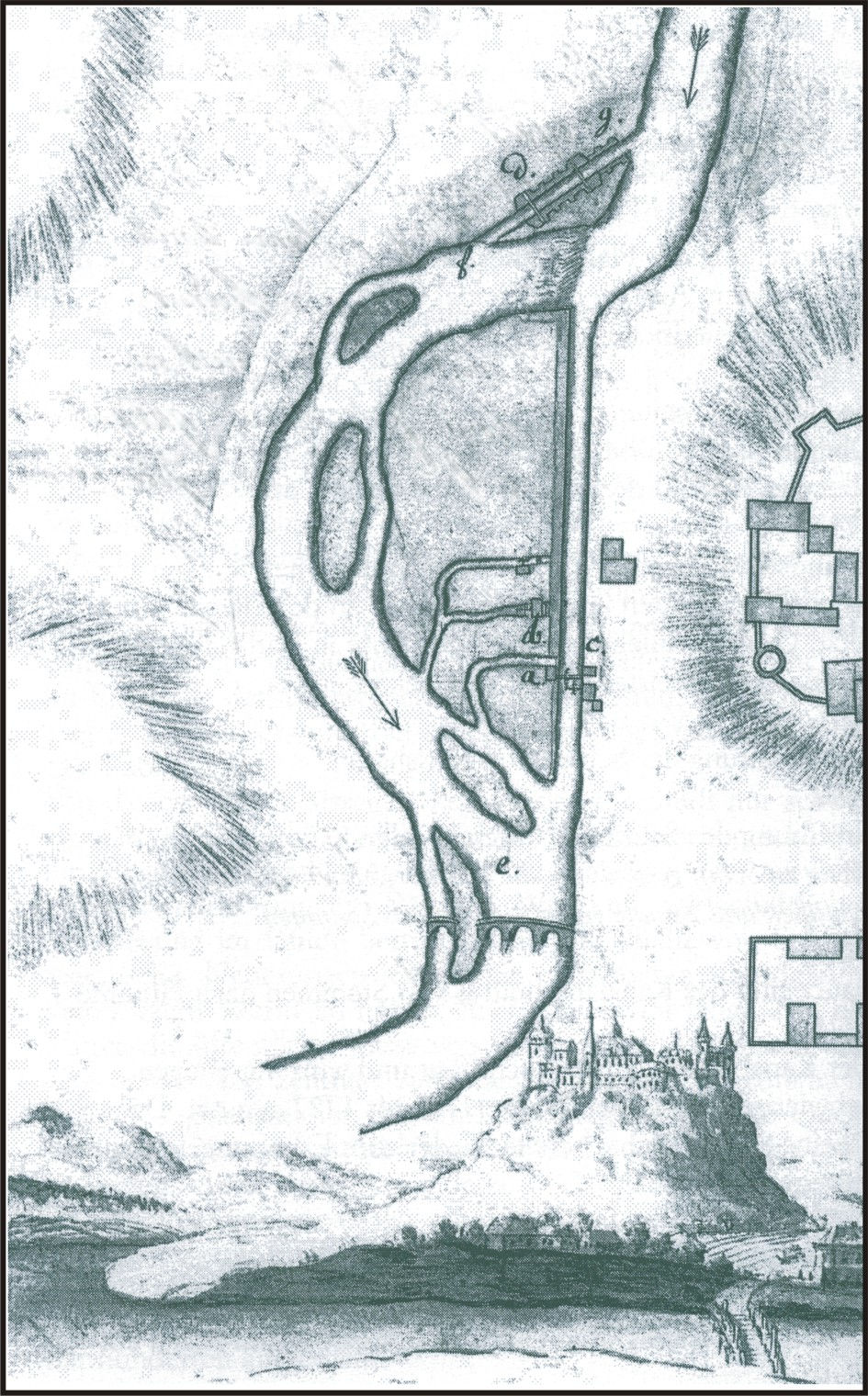
Plan des Oberst Münnich von 1713 für die Wasserführung in Trendelburg (mit Legende)

Obwohl bereits im Jahre 1681 in Frankreich der Schifffahrtskanal Canal du Midi erfolgreich eröffnet worden war, der seitdem über eine Länge von 240 km die Stadt Toulouse mit dem Mittelmeer verbindet, wird noch heute die Ansicht vertreten, das Kanalprojekt in Nordhessen
sei unter Berücksichtigung der damaligen technischen Möglichkeiten eher utopisch gewesen.
Der in Diensten des Landgrafen stehende Denis Papin ließ jedoch zum Beispiel durch seine Erfindung der Doppelkammerschleuse, mit der eine mögliche Wassernot bei der Überwindung der Wasserscheiden hätte behoben werden können, den Eindruck aufkommen, allen Problemen gewachsen zu sein. Auch das ab 1724 erschienene Werk des Mechanikers und Mathematikers Jacob Leupold über technische Details beim Kanalbau trug dazu bei.
Carl war von der technischen Durchführbarkeit seiner Idee überzeugt. Ein ähnlich ehrgeiziges Projekt in der Schweiz mag ihn inspiriert haben: Bereits 1637 erhielt Elie Gouret, ein adeliger Hugenotte aus Holland, die Konzession für den Bau eines Kanals zwischen dem Neuenburgersee und dem Genfersee. Dieser Canal d’Entreroches sollte den Lückenschluss zwischen Rhone und Rhein darstellen. Er wurde vom Neuenburgersee ausgehend bis etwa 12 Kilometer vor dem Genfersee realisiert. Die letzte Ausbaustufe wurde jedoch nie fertiggestellt. Das ausgebaute Teilstück diente bis zum Jahre 1829 lediglich dem regionalen Schiffsverkehr.
Der Landgraf-Carl-Kanal war also nicht nur als Mitte-Deutschland-Verbindung durch das Staatsgebiet von Hessen-Kassel geplant, sondern sollte als Bindeglied in einem Schifffahrtsweg von der Nordsee bis zum Mittelmeer dienen. Er wurde detailliert geplant, sogar mit einer Abzweigung nach Warburg. Auf der Strecke von Karlshafen über Helmarshausen und Trendelburg wurden erste Kanalkilometer nur bis Hümme befahrbar.
1710 wurden die fertigen Baupläne für den Kanal vorgelegt. Zur Überwindung der Rhein-Weser-Wasserscheide zwischen Treysa und Kirchhain wurden zwei Varianten in Betracht gezogen. Entweder wäre der Kanal über den Josbach zur Wohra geführt worden, oder aber über den Hatzbach. Letztere Route ist die wahrscheinlichere, da hier deutlich mehr Wasser zur Verfügung stand. Noch im selben Jahr begannen unter der Leitung des Ingenieurs Friedrich Conrad die Arbeiten zum Ausbau der Diemel für die Schifffahrt.

### Baufortschritt

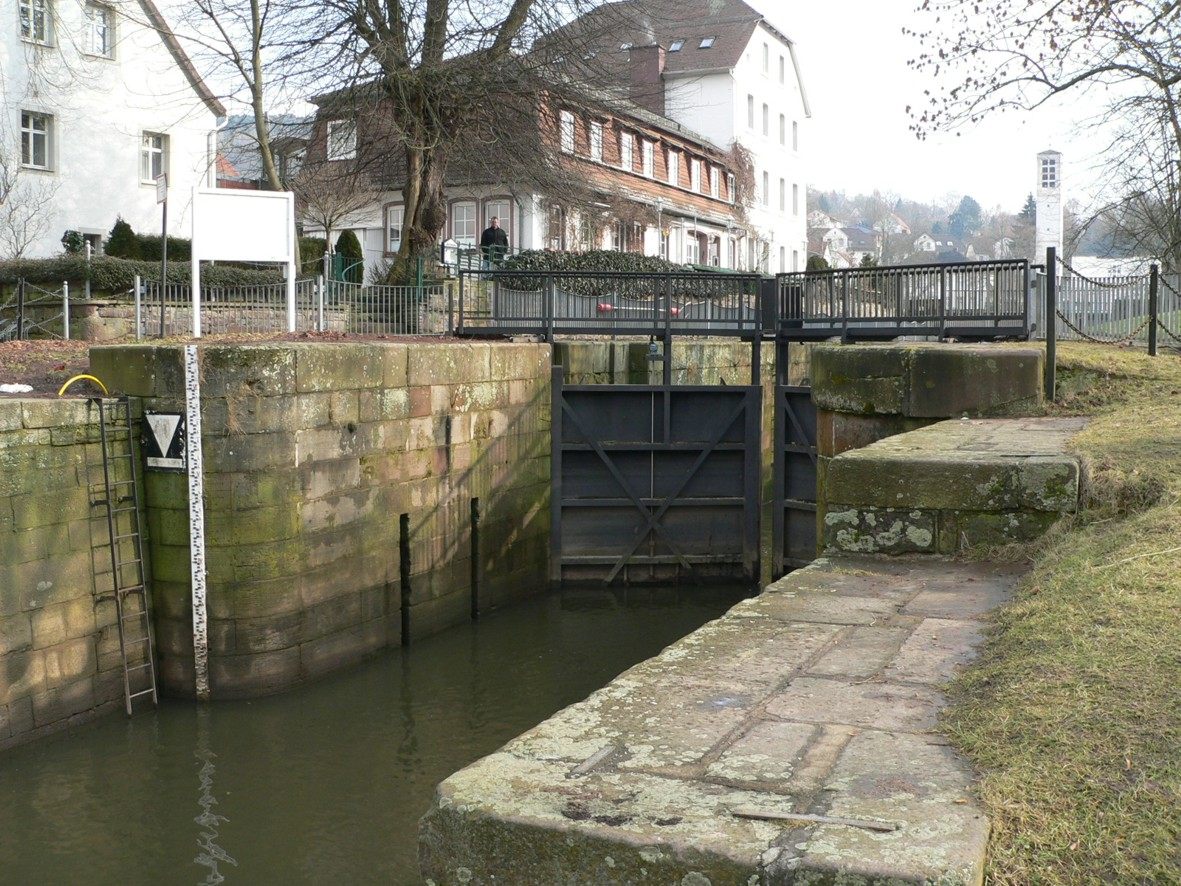
Hafenschleuse in Bad Karlshafen 2006

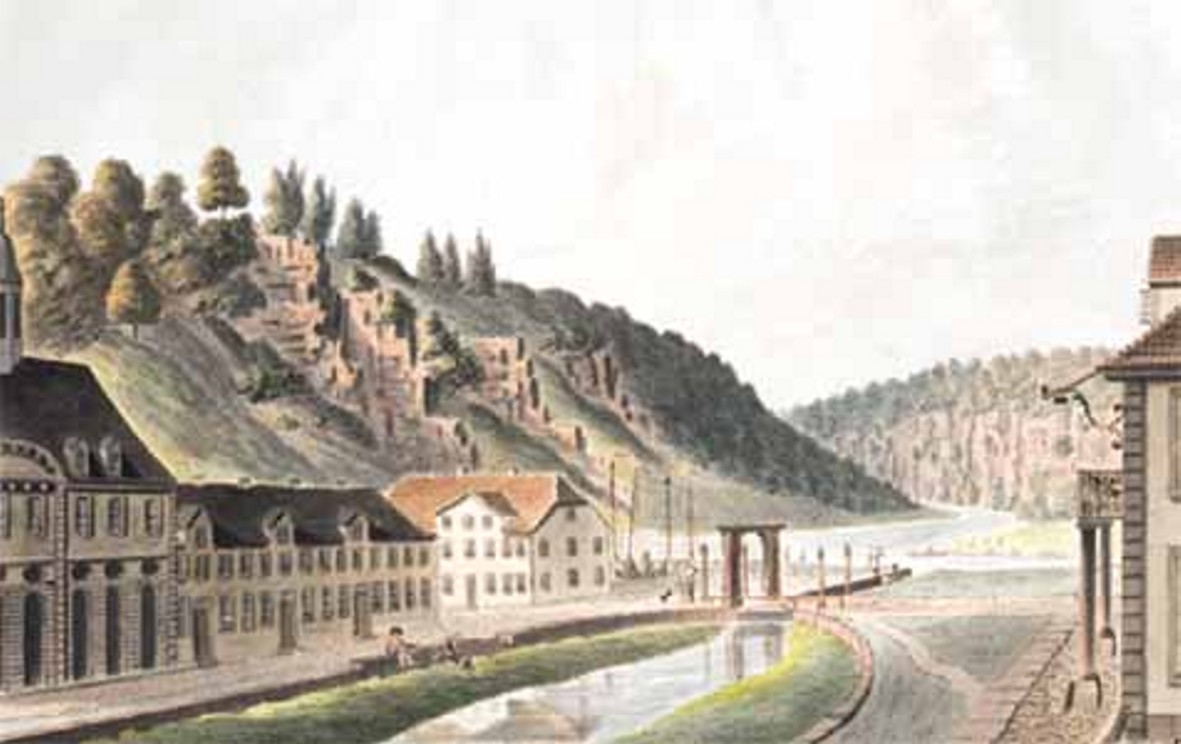
Hafen in Carlshafen mit Zugbrücke gezeichnet von Christian Andreas Besemann 1792

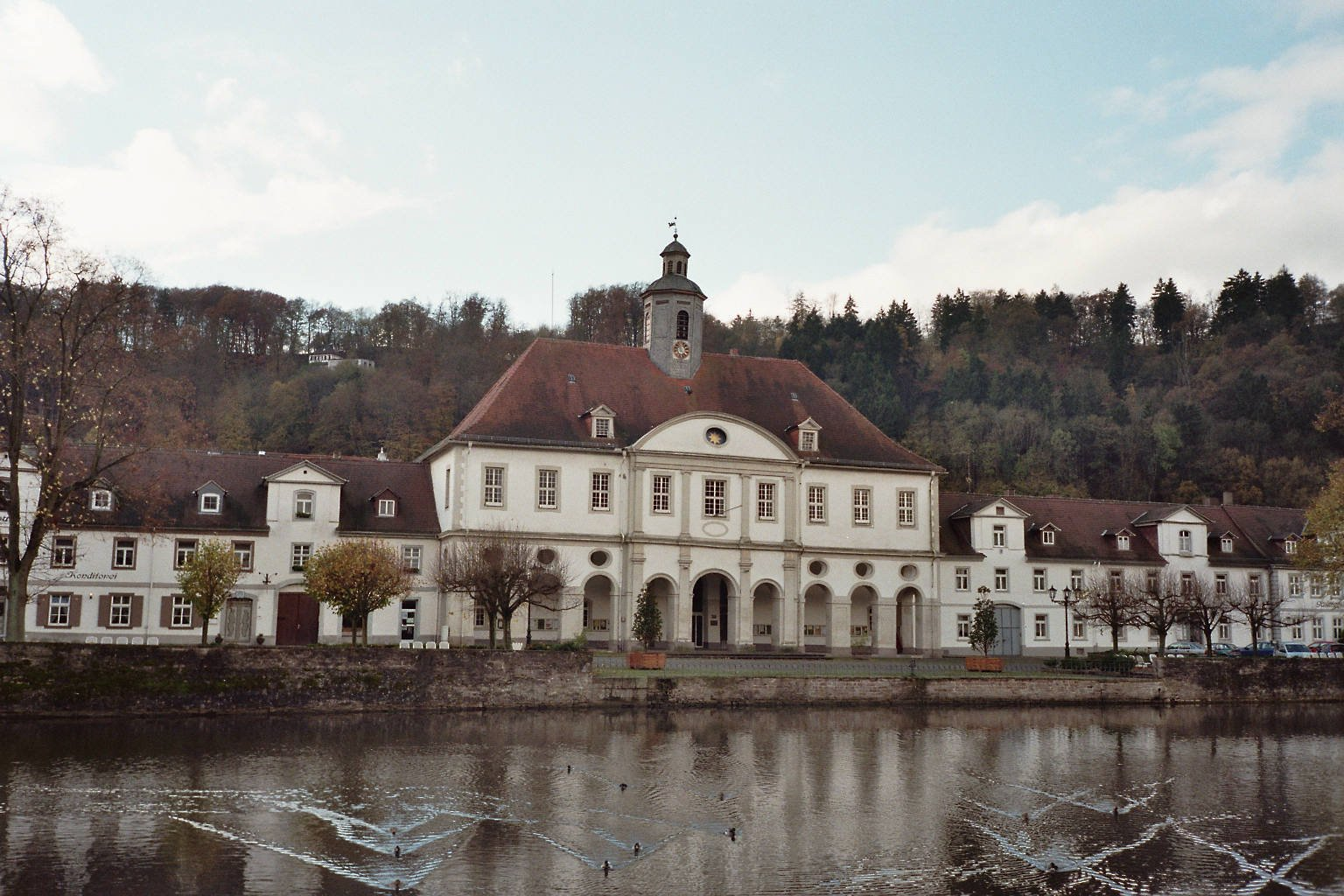
Hafenbecken und Packhaus in Bad Karlshafen 2005

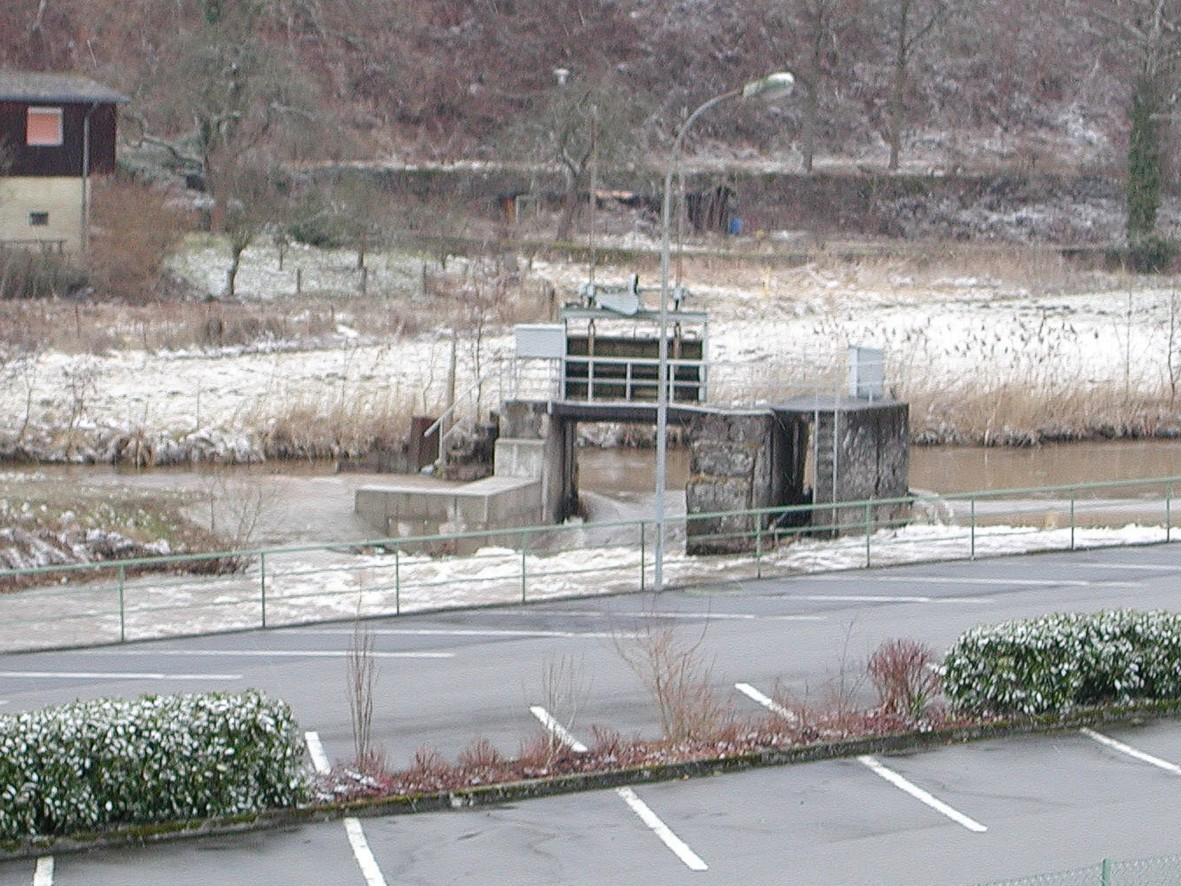
Anbindung des Kanals an die Diemel zwischen Karlshafen und Helmarshausen 2006

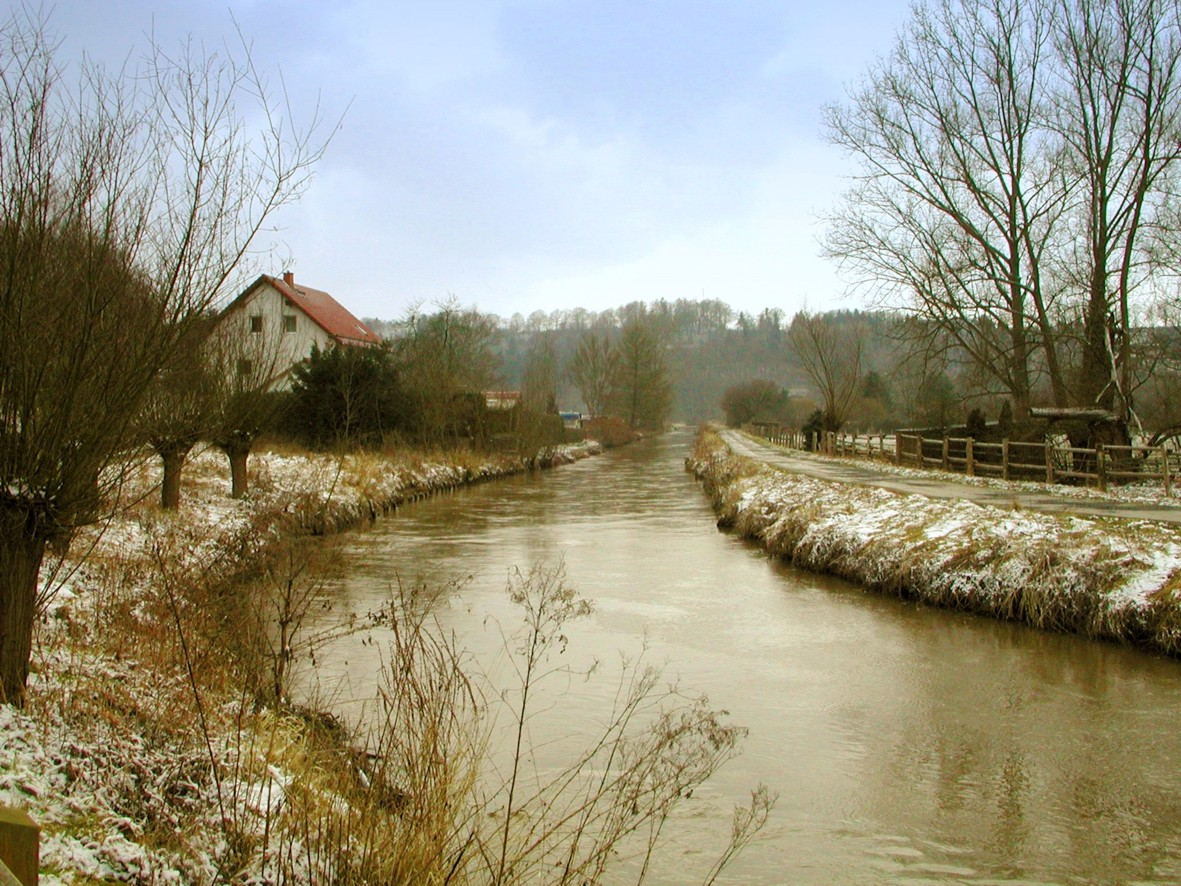
Landgraf-Carl-Kanal bei Helmarshausen 2006

In den Jahren 1713 bis 1716 wurden die Arbeiten zur Anlage eines Hafenbeckens von 141 Metern Länge und 53 Metern Breite, des Oberen Kanals zur Anbindung an die Diemel, einer Verbindungsschleuse zur Weser in den Ausmaßen 50 mal 6,30 Meter und einer Fallhöhe von 3 Metern und einer Zugbrücke (später durch eine Drehbrücke ersetzt) zur Straßenüberquerung der Schleuse durchgeführt. Zwei Regimenter wurden zu Ausbauarbeiten an der Diemel eingesetzt. Oberst Burkhard Christoph Münnich berichtete Landgraf Carl regelmäßig über den Baufortschritt. Die Arbeiten an der Schleuse leitete der Schleusenbaumeister Georg Michael Meetzma. Der Pegelstand wurde mit Hilfe von Markierungen an der Schleuse gemessen.
Oberst Münnich schlug 1713 zur Überwindung der Mühlenwehre in der Diemel weitere Schleusen vor. Das Trendelburger Mühlenwehr speiste den Mühlengraben, dessen Wasser drei Mühlen antrieb. Die Schleuse sollte ursprünglich direkt neben dem Mühlenwehr liegen, wurde aber letztendlich in Fortführung des Mühlenkanals gebaut. Münnich legte dem Landgrafen auch Pläne vor, die eine Möglichkeit, die Diemel bis Warburg schiffbar zu machen, aufzeigten. Um die Mühlenwehre dieses Diemelabschnitts zu umgehen, sah Münnich weitere zehn Schleusen vor. Warburg lehnte jedoch eine Beteiligung an den Kosten ab, so dass der Ausbau der Diemel zunächst bei Stammen endete. Von den vier geplanten Schleusen bis Stammen wurden nur drei gebaut, da in Helmarshausen durch eine Umplanung eine Schleuse an der Klostermühle entfallen konnte. Alle Schleusen wurden aus Sandstein hergestellt, hatten eine nutzbare Länge von 24,6 Metern, eine Breite von 3,45 Metern, eine Fallhöhe von einem bis drei Metern und waren mit hölzernen Stemmtoren versehen.
Neben der Hafenanlage legte man 1715 den Grundstein für ein prachtvolles Pack- und Zollhaus, das nach 1730 als Rathaus genutzt wurde. Um das Hafenbecken herum entstand die barocke Stadtanlage von Karlshafen.
Das erste Schiff befuhr 1716 die Schleuse zum Hafen und bereits ein Jahr später eröffnete Landgraf Carl höchstselbst als erster Passagier die nun nach ihm benannte neue Wasserstraße bis nach Stammen.
1722 wurde der Ausbau des Kanalabschnitts von Stammen nach Hümme in Angriff genommen, und zwar neben dem Diemelzufluss Esse, so dass eventuelle Hochwasser nicht über den Kanal abgeführt zu werden brauchten. Unterhalb der Einmündung der Esse in die Diemel errichtete man zur Einfahrt in das vier Kilometer lange Kanalstück eine weitere Schleuse. Sie diente vorrangig der Wasserhaltung im Kanal bis zur Schleuse in Hümme. 1723 wurde dieser Abschnitt für die Schifffahrt freigegeben, aber nur vier Jahre lang tatsächlich unter Schwierigkeiten (zu niedriger Wasserstand) befahren. Auch auf dem Abschnitt Karlshafen–Stammen kämpfte die Schifffahrt mit diesem Problem und musste zunächst eingestellt werden.
Um Abhilfe zu schaffen, war der Weiterbau des Kanals bis Kassel notwendig. 1729 führte der Kanal bis zum Schöneberg kurz vor Hofgeismar. Der Abschnitt Hümme-Schöneberg wurde nie befahren.

### Baueinstellung
Mit dem Tod des Landgrafen 1730 endeten die Arbeiten am Kanal. Die Schifffahrt auf dem Landgraf-Carl-Kanal und der Diemel wurde nicht wieder aufgenommen.
Die Notwendigkeit einer Güterverbindung von Kassel nach Karlshafen wurde aber auch von den Carl folgenden Landesherren erkannt und 1848 mit der Eröffnung der Carlsbahn Hümme-Karlshafen als Teil der Kurfürst-Friedrich-Wilhelms-Nordbahn von Kassel nach Warburg realisiert. Der Streckenverlauf der Carlsbahn folgte fast genau dem Landgraf-Carl-Kanal. Die Bahnlinie wurde 1986 stillgelegt.

## Relikte
In Bad Karlshafen sind die Hafenschleuse mit dem weserseitigen Schleusentor und das große Hafenbecken erhalten. Von der Südecke des Hafenbeckens zweigt der Obere Kanal in Richtung Diemel ab, folgt ihr noch bis kurz vor Helmarshausen seitlich bis zur Einbindung in den Fluss. Hier sind die Reste der alten Wehranlage vorhanden.
In Helmarshausen verlässt der Kanal die Diemel. Von der ehemals an dieser Stelle erbauten Schleuse sind noch Mauerreste sichtbar, der Rest ist durch ein kleines Wasserkraftwerk überbaut. Vom Kraftwerk aus verläuft der Kanal vollständig erhalten etwa einen Kilometer gerade auf die Diemel zu, die er am westlichen Ortsrand von Helmarshausen wieder erreicht.
In Trendelburg führte der Landgraf-Carl-Kanal unmittelbar an der mehr als 400 Jahre alten landgräflichen Mühle Conradi vorbei. Ein Teil des Kanals mit Schleusenanlage existiert noch. Die Mühle ist zu einem Informationszentrum zum Thema Wasser ausgebaut worden. Die Ausstellung befasst sich auch mit der Geschichte des Kanals.
Zwischen Stammen und Hümme sind der Kanalverlauf und drei von ehemals vier Schleusen noch zu sehen.
Beim Stadtallendorfer Stadtteil Hatzbach steht am Hatzbach der Nachbau eines „halben Bullen“. Solche Treidelkähne befuhren die Diemel und wären auch auf den Landgraf-Carl-Kanal dort gefahren. Zwei Hinweistafeln informieren dort über das Kanalprojekt.
Auf der Rhein-Weser-Wasserscheide zwischen Neustadt-Mengsberg und Stadtallendorf-Hatzbach markiert eine Informationstafel die Stelle, an der nach der Planung von 1710 die Wasserscheide hätte überwunden werden sollen.

## EcoPfad Diemel
Der EcoPfad Diemel wurde ab 2000 vom EcoMuseum Reinhardswald, einem virtuellen Museum, das die wechselseitige Beeinflussung von Natur und Mensch erfahrbar machen will, entlang des 1729 fertiggestellten Teilstücks des Landgraf-Carl-Kanals als Rad- und Wanderweg angelegt, teilweise auf der Trasse der ehemaligen Carlsbahn. Sechs von zwölf am Wegrand aufgestellte Informationstafeln informieren über Geschichte, Bedeutung und Relikte des Kanals.